# ۱۰۸۱ (خورشیدی)
۱۰۸۱ هزار و هشتاد و یکمین سال هجری خورشیدی است.